# Podhradík
Podhradík (in ungherese Sebesváralja) è un comune della Slovacchia facente parte del distretto di Prešov, nella regione omonima.